# Iardinis martensi
Iardinis martensi är en spindelart som beskrevs av Brignoli 1978. Iardinis martensi ingår i släktet Iardinis och familjen Mysmenidae.
Artens utbredningsområde är Nepal. Inga underarter finns listade i Catalogue of Life.